# Великая центральная дорога

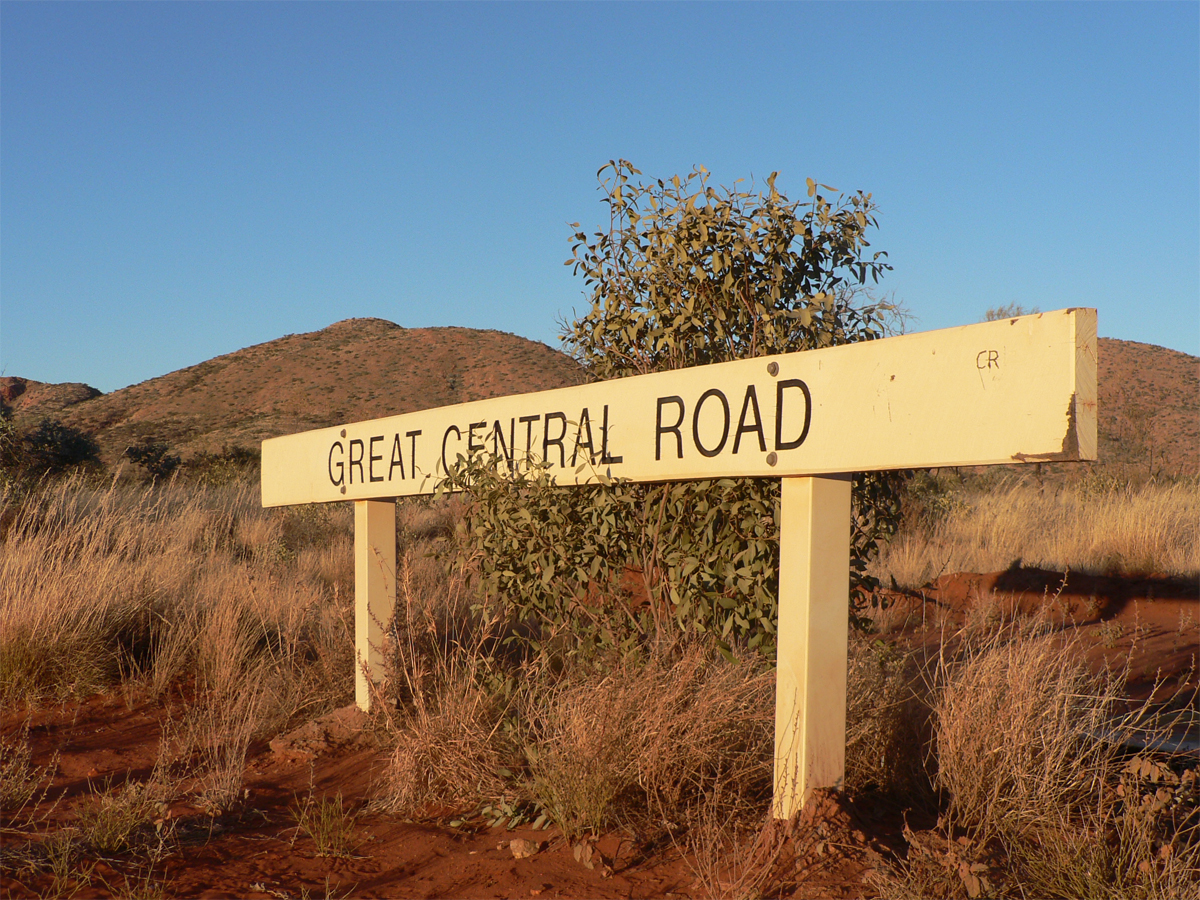

Великая центральная дорога (англ. Great Central Road) — шоссе преимущественно с грунтовым покрытием в австралийском аутбэке, проходящее через штаты Западная Австралия и Северная территория.

## Описание
Великая центральная дорога начинается у городка Лавертон в штате Западная Австралия (28°37′33″ ю. ш. 122°24′26″ в. д.). Общее направление — на северо-восток. Длина шоссе составляет 1147 километров, оно является кратчайшим наземным путём от города Перт до скалы Улуру, поток машин составляет примерно 10 тысяч в год. На протяжении дороги расположены 5 АЗС: в Космо-Ньюбери, Тьюкайирла-Роудхаус, Уорбертоне, Уаракурна-Роудхаус и Калтукатьяре. Кончается Великая центральная дорога у городка Юларе в штате Северная территория (25°14′44″ ю. ш. 130°58′52″ в. д.).
Двигаясь по Великой центральной дороге, путешественник проезжает через национальный парк Улуру-Ката-Тьюта, мимо находящихся там горы Ольга и скалы Улуру. Из других достопримечательностей вдоль дороги можно отметить Пещеру Лассетера, горный хребет Петерманна, метеостанцию Джилс, озеро Тросселл. Перепад высот составляет от 377 до 604 метров над уровнем моря.
Поскольку дорога проходит через территории аборигенов, в отдельных местах необходимо специальное (бесплатное) разрешение на проезд.